# Fuente el Fresno
Fuente el Fresno település Spanyolországban, Ciudad Real tartományban. Fuente el Fresno Urda, Villarrubia de los Ojos, Daimiel, Malagón, Los Cortijos és Los Yébenes községekkel határos. Lakosainak száma 3047 fő (2024).

## Népesség
A település népessége az elmúlt években az alábbi módon változott:
| Lakosok száma | 3529 | 3474 | 3545 | 3631 | 3650 | 3432 | 3346 | 3220 | 3141 | 3047 |
|               | 2001 | 2004 | 2006 | 2009 | 2011 | 2014 | 2016 | 2019 | 2021 | 2024 |